# 刘江黄河大桥
刘江黄河大桥，原名“京珠高速郑州黄河公路大桥”，又称“郑州黄河二桥”，是京港澳高速公路跨越黄河干流的特大型桥梁，北端为新乡市原阳县蒋庄，南端位于郑州市金水区刘江，于2002年4月开工兴建，2004年10月通车。

## 设计
刘江黄河大桥全长9848.16米，宽42米，双向8车道，设计时速120公里，建成时为黄河上第一座钢管拱形特大桥，亦是当时中国最长及桥面最宽的高速公路桥梁。大桥由北引桥、主桥、南引桥3部分组成，其中北引桥为127跨35米和81跨50米的T型梁结构，主桥为8跨100米的下承式钢管混凝土系杆拱结构，南引桥则为27跨20米的预应力空心板结构。